# Paullinia carpopoda
Paullinia carpopoda är en kinesträdsväxtart som beskrevs av Jacques Cambessèdes. Paullinia carpopoda ingår i släktet Paullinia och familjen kinesträdsväxter. Inga underarter finns listade i Catalogue of Life.